# Desa Cikancana (administrativ by i Indonesien, lat -6,71, long 107,14)
Desa Cikancana är en administrativ by i Indonesien.   Den ligger i provinsen Jawa Barat, i den västra delen av landet, 60 km sydost om huvudstaden Jakarta.